# بیتریز و سیلوا
بیتریز و سیلوا (انگلیسی: Beatriz Vaz e Silva؛ زادهٔ ۷ اکتبر ۱۹۸۵) بازیکن فوتبال اهل برزیل است.
وی همچنین برندهٔ جوایزی همچون ۱۰۰ زن بی‌بی‌سی شده‌است.
از باشگاه‌هایی که در آن بازی کرده‌است می‌توان به بوستون بریکرز، باشگاه فوتبال فلامینگو، و باشگاه فوتبال زنان سانتوس اشاره کرد.
وی همچنین در تیم ملی فوتبال زنان برزیل بازی کرده‌است.